# 布拉什冰川
74°29′S 111°36′W / 74.483°S 111.600°W
布拉什冰川（英語：Brush Glacier）是南極洲的冰川，位於瑪麗伯德地，最終在傑弗里角以北注入多特森冰架，美國地質調查局根據該國海軍的空中照片繪入地圖，現時由南極條約體系管理。